# Michelle Elisabeth d'Ivry
Michelle Elisabeth d'Ivry, född cirka 1731, död 12 februari 1795 i Stockholm, var en fransk spion i svensk tjänst, kammarfru hos Lovisa Ulrika. 
Hon var ursprungligen från Frankrike, och lär ha gift sig med en Monsieur d'Ivry i Paris. Hon kom till Sverige som älskarinna till hovjuveleraren Sutzer. Hon anställdes som kammarfru hos änkedrottning Lovisa Ulrika 1776. d'Ivry var avlönad spion i tjänst hos Gustav III med uppgift att informera denne om Lovisa Ulrika agerande, och för att skapa konflikter mellan Lovisa Ulrika och Sofia Albertina. Hon anlitades särskilt efter brytningen mellan Lovisa Ulrika och Gustav III 1778. Lovisa Ulrika ryktades under konflikten med Gustav III ha planer på att göra sin favoritson prins Fredrik Adolf till regerande storfurste över ett självständigt Finland. Hon skall ha givit honom instruktioner i händelse av sitt frånfälle, och lovat sin bror Fredrik den store Svenska Pommern i utbyte mot hans neutralitet om affären skulle bli av. Hennes dotter Sofia Albertina skulle samtidigt få Quedlinburg som besittning, något som verkligen inträffade. Under denna tid skall Lovisa Ulrika också ha haft regelbundna samtal med Preussens legationssekreterare i Stockholm. Michelle Elisabeth d'Ivry var Lovisa Ulrikas mellanhand, och Lovisa Ulrikas möten med legationssekreteraren skedde i hennes vindskammare, dit änkedrottningen eskorterades av slottsinspektor Frère.    
Hon var länge Lovisa Ulrikas förtrogna och blev på det sättet en effektiv informatör, och kungen var också omtalat välinformerad om alla Lovisa Ulrikas angelägenheter. Det noterades att Lovisa Ulrika, som annars var mycket ståndsmedveten, kunde spela kort med henne och den av hovpersonalen impopuläre livmedikus Hoffman. Det var Michelle Elisabeth d'Ivry som presenterade Lolotte Forssberg för Lovisa Ulrika och föreslog att hon skulle ta an sig denna som fosterbarn, något Lovisa Ulrika också gjorde. Enligt uppgift skall d'Ivry i själva verket ha fått i uppgift av Lovisa Ulrika att föreslå Forssbergs föräldrar att hon skulle placeras som fosterbarn hos Lovisa Ulrikas franska hovmästare, för att Lovisa Ulrika skulle få tillfälle att träffa henne och begära att få henne till fosterbarn. Hon nämns i Hedvig Elisabet Charlottas dagbok, som uppger att hon var känd som intrigant och var omryktad som spion. Hon lär ha varit illa omtyckt vid hovet på grund av sitt "skvaller och prat". 
Vid Gustav III:s återkomst från sin utlandsresa 1781 blev han upprörd över att Lovisa Ulrika hade hälsats av offentliga applåder då hon visade sig i sin loge på Operan, något han uppfattade som att allmänheten tog hennes parti i tronföljdsfrågan. Han sade då till Hedvig Elisabet Charlotta att han misstänkte d'Ivry för att ha tagit upp applåderna.      
Kort före sin död 1782 blev Lovisa Ulrika medveten om d'Ivrys roll som informatör, och skulle ha avskedat henne om hon inte just då hade insjuknat i den sjukdom som hon också avled i. Michelle Elisabeth d'Ivry mottog inte bara den vanliga pensionen som Gustav III gav medlemmarna av sin mors hov, utan också ytterligare förmåner förutom dem de andra kammarfruarna fick. Hon mottog en dubbel pension på villkor att hon inte lämnade landet och avhöll sig från sällskapsliv.   
Michelle Elisabeth d'Ivry avled i  slaganfall i Stockholm 1795 och begrovs på Maria Magdalena kyrkogård av Stockholms katolska församling. Efter hennes död konfiskerade Gustav IV Adolfs förmyndarregering omedelbart hennes kvarlämnade papper genom kabinettssekreteraren Schering Rosenhane och gardeskapten Cronhielm i närvaro av hennes granne, professor Pehr Hilleström.